# Clash of Champions (2017)
Clash of Champions (2017) – gala wrestlingu wyprodukowana przez federację WWE dla zawodników brandu SmackDown. Odbyła się 17 grudnia 2017 w TD Garden w Bostonie w stanie Massachusetts. Emisja była przeprowadzana na żywo za pośrednictwem WWE Network oraz w systemie pay-per-view. Była to druga gala w chronologii cyklu Clash of Champions.

## Produkcja
Clash of Champions oferowało walki profesjonalnego wrestlingu z udziałem różnych wrestlerów należących do brandu SmackDown. Oskryptowane rywalizacje (storyline’y) kreowane są podczas cotygodniowych gal SmackDown Live. Wrestlerzy są przedstawieni jako heele (negatywni, źli zawodnicy i najczęściej wrogowie publiki) i face’owie (pozytywni, dobrzy i najczęściej ulubieńcy publiki), którzy rywalizują pomiędzy sobą w seriach walk mających budować napięcie. Kulminacją rywalizacji jest walka wrestlerska lub ich seria. Motywem przewodnim gali jest posiadanie walk o wszystkie mistrzostwa brandu, którymi są WWE Championship, WWE United States Championship, WWE SmackDown Tag Team Championship i WWE SmackDown Women’s Championship.

### Rywalizacje
7 listopada podczas odcinka tygodniówki SmackDown Live AJ Styles pokonał Jindera Mahala i zdobył WWE Championship drugi raz w karierze. Dzięki zwycięstwu zawalczył, jednakże przegrał z posiadaczem WWE Universal Championship Brockiem Lesnarem podczas gali Survivor Series. Dwa dni później podczas edycji SmackDown Live Mahal wyzwał Stylesa do rewanżu podczas gali Clash of Champions. Po chwili do ringu wkroczyli The Singh Brothers (Samir i Sunil Singh), którzy od tyłu zaatakowali Stylesa, lecz ten zdołał wydować się z ataku, a następnie akceptował wyzwanie.
14 listopada na SmackDown Charlotte Flair pokonała Natalyę i wygrała SmackDown Women’s Championship. To spowodowało, że Flair zajęła miejsce Natalyi w walce Raw Women’s Champion vs. SmackDown Women’s Champion na Survivor Series przeciwko Alexie Bliss z Raw, którą wygrała Flair. Dwa dni później na SmackDown zaplanowano rewanż o SmackDown Women’s Championship, ale walka zakończyła się no contestem po tym, jak Flair i Natalya zostały zaatakowane przez debiutujące w głównym składzie Ruby Riott z NXT, Liv Morgan i Sarah Logan później określane jako The Riott Squad. 1 grudnia na WWE.com, by uhonorować temat gali, Byron Saxton ogłosił, że Flair i Natalya rozegrają rewanż o SmackDown Women’s Championship na Clash of Champions. 5 grudnia na odcinku SmackDown Carmella i Lana w imieniu Taminy skonfrontowały się z Generalnym menadżerem Danielem Bryanem i narzekały na rewanż Natalyi o tytuł. Następnie przerwał im The Riott Squad, gdzie Riott również poskarżyła się. Ze względu na ich argumenty, Bryan zdecydował, że rewanż o mistrzostwo pomiędzy Flair i Natalyą będzie Lumberjack matchem z sześcioma kobietami służącymi jako Lumberjackowie. W następnym tygodniu Flair zmierzył się z Riott z Natalyą jako komentatorka, którą Flair wygrała przez dyskwalifikację po tym, jak Natalya ją zaatakowała. Po walce The Riott Squad zaatakowały Flair. Naomi wyszła na ratunek, którya został dodana jako Lumberjack, a za nim pozostali Lumberjackowie, Carmella, Lana i Tamina, które zaatakowały The Riott Squad.
21 listopada na odcinku SmackDown, podczas Lumberjack matchu pomiędzy Big E z The New Day i Kofim Kingstonem oraz Kevinem Owensem i Sami Zaynem, United States Champion Baron Corbin przypadkowo uderzył Bobby’ego Roode’a, co spowodowało bójkę między wszystkimi lumberjackami. W następnym tygodniu, gdy Roode był przesłuchiwany przez Charly’ego Caruso, przerwał mu Corbin. Roode następnie rzucił Corbinowi wyzwanie o United States Championship, ale Corbin odmówił. Jednak 1 grudnia ogłoszono, że Corbin będzie bronił tytułu w Triple Threat matchu przeciwko Roode’owi i Dolphowi Zigglerowi na Clash of Champions. Cała trójka skonfrontowała się ze sobą na backstage’u w następnym tygodniu, gdzie Ziggler twierdził, że został dodany, ponieważ był dwukrotnym mistrzem świata, pięciokrotnym mistrzem Interkontynentalnym, byłym mistrzem Stanów Zjednoczonych i z powodzeniem wykorzyształ swoją walizkę Money in the Bank, w przeciwieństwie do Corbina, któremu nie udało się tego zrobić kilka miesięcy wcześniej.
10 października na SmackDown Chad Gable i Shelton Benjamin pokonali The Hype Bros (Mojo Rawley i Zack Ryder), Breezango (Fandango i Tyler Breeze) oraz The Ascension (Konnor i Viktor) w Fatal 4-way Tag Team matchu. Gable i Benjamin otrzymali walkę o mistrzostwo SmackDown Tag Team Championship 7 listopada na odcinku SmackDown i pokonali mistrzów The Usos (Jey i Jimmy Uso), ale przez wyliczenie, w wyniku czego The Usos zachowali tytuły. Kilka tygodni później ogłoszono, że The Usos będą bronić SmackDown Tag Team Championship przeciwko The New Day oraz Gable’owi i Benjaminowi w Triple Threat Tag Team matchu na Clash of Champions. 5 grudnia, Rusev i Aiden English zostali dodani do meczu po pokonaniu Big E’go i Kingstona z The New Day, co czyni go Fatal 4-way Tag Team matchem.
Przez całe lato 2017 roku Kevin Owens miał problemy z komisarzem Shane’em McMahonem, co doprowadziło do walki Hell in a Cell na gali Hell in a Cell, w którym pojawił się Sami Zayn i pomógł Owensowi pokonać Shane’a. Na następnym odcinku SmackDown Zayn wyjaśnił, że podczas Superstar Shake-up był zadowolony, że został przeniesiony na SmackDown, który był nazywany „land of opportunity”, ale nigdy nie miał okazji, a po tym, jak Shane zignorował jego ostrzegając przed stawieniem czoła Owensowi, zdał sobie sprawę, że Shane tak naprawdę nie dbał o niego, a Shane troszczył się tylko o siebie i dlatego uratował Owensa. Powiedział, że pomimo trudnej historii, od najlepszych przyjaciół do zaciekłych rywali, Owens wciąż był jego bratem i zdał sobie sprawę, że Owens miał rację w swoich działaniach i podziękował Owensowi. Shane pojawił się w następnym tygodniu i został skonfrontowany przez Zayna, który powiedział, że usunie go „w ciągu jednej sekundy”, jeśli Shane będzie chciał ponownie rywalizować. Shane powiedział, że ostatecznie wyrównają swój wynik, ale wtedy skupił się na Survivor Series. Zarówno Owens, jak i Zayn otrzymali możliwość reprezentowania drużyny SmackDown na Survivor Series, ale przegrali walki kwalifikacyjne. Na Survivor Series, Owens i Zayn zaatakowali Shane’a podczas 5-on-5 Survivor Series elimination matchu przeciwko Team Raw, który ostatecznie przegrała drużyna SmackDown. Kilka tygodni później Shane zdecydował, że na Clash of Champions Owens i Zayn zmierzą się z Randym Ortonem i wybranym przez siebie partnerem, który, jak ujawnił później Orton, że to będzie Shinsuke Nakamura. Następnie Shane ogłosił się jako sędzia specjalny, jednocześnie dodając dodatkowy warunek, że jeśli Owens i Zayn przegrają na Clash of Champions, zostaną zwolnieni z WWE. Na ostatnim SmackDown przed Clash of Champions, generalny menadżer Daniel Bryan postanowił dodać siebie jako drugiego sędziego specjalnego, aby utrzymać uczciwość walki.

## Wyniki
| Nr                                                                   | Wyniki | Stypulacje | Czas  |
| -------------------------------------------------------------------- | --- | --- | ----- |
| 1P                                                                   | Mojo Rawley pokonał Zacka Rydera | Singles match | 6:55  |
| 2                                                                    | Dolph Ziggler pokonał Barona Corbina (c) i Bobby’ego Roode’a                                                                                          | Triple Threat match o WWE United States Championship                                                                                | 12:45 |
| 3                                                                    | The Usos (Jey Uso i Jimmy Uso) (c) pokonali The New Day (Big E i Kofiego Kingstona), Chada Gable’a i Sheltona Benjamina oraz Ruseva i Aidena Englisha | Fatal 4-Way Tag Team match o WWE SmackDown Tag Team Championship                                                                    | 12:00 |
| 4                                                                    | Charlotte Flair (c) pokonała Natalyę poprzez submission                                                                                               | Lumberjack match o WWE SmackDown Women’s Championship                                                                               | 10:35 |
| 5                                                                    | The Bludgeon Brothers (Luke Harper i Erick Rowan) pokonali Breezango (Fandango i Tyler Breeze)                                                        | Tag Team match | 1:55  |
| 6                                                                    | Kevin Owens i Sami Zayn pokonali Randy’ego Ortona i Shinsuke Nakamurę                                                                                 | Tag Team match ze sędziami specjalnymi Shane’em McMahonem i Danielem Bryanem Jeśli Owens i Zayn przegrają, zostaną zwolnieni z WWE. | 21:40 |
| 7                                                                    | AJ Styles (c) pokonał Jindera Mahala (z The Singh Brothers) poprzez submission                                                                        | Singles match o WWE Championship | 23:00 |
| (c) – mistrz/mistrzyni przed walkąP – walka miała miejsce w pre-show | | |       |

Uwagi
1. ↑  Lista "Lumberjackek":Carmella, Lana, Naomi, The Riott Squad (Ruby Riott, Liv Morgan i Sarah Logan) i Tamina.